# Souleymane Youla
Souleymane Youla (* 29. November 1981 in Conakry, Guinea) ist ein guineischer Fußballspieler.

## Verein
Youla begann seine Profikarriere im Jahr 1999 in Belgien, wo er für den SC Lokeren und anschließend für den RSC Anderlecht aktiv war. Obwohl er mit Anderlecht die belgische Meisterschaft gewann, wechselte er bereits 2001 in die Türkei zu Gençlerbirliği Ankara. Dort spielte er vier Jahre lang und erzielte in 112 Einsätzen beachtliche 49 Tore. Aufgrund seiner überzeugenden Leistungen wurde Beşiktaş Istanbul auf ihn aufmerksam und verpflichtete ihn zur Saison 2005/06. 
Bei Beşiktaş konnte er sich jedoch nicht durchsetzen. Nach enttäuschenden Leistungen und Kritik durch das Publikum wurde er in der Winterpause 2005/06 an den französischen Klub FC Metz verliehen, wo er in der Ligue 1 zum Einsatz kam. Im Anschluss wechselte Youla dauerhaft zum OSC Lille, kam jedoch auch dort nur sporadisch zum Zug.
Zur Saison 2008/09 wurde er erneut in die Türkei ausgeliehen – diesmal an den Erstligaaufsteiger Eskişehirspor. Dort erzielte er in 24 Spielen 13 Treffer und überzeugte erneut. Der Klub verpflichtete ihn im Anschluss dauerhaft, doch bereits ein Jahr später folgte ein Wechsel zu Denizlispor, wo er in der Saison 2010/11 neun Tore erzielte.
Danach war Youla bei zahlreichen Vereinen in verschiedenen Ländern aktiv, darunter SK Sint-Niklaas, SC Amiens, RFC Tournai, Honved Budapest, Indy Eleven in den USA sowie der KSK Ronse. Seit 2018 spielt er im Amateurbereich, unter anderem bei Piliscsaba SE in Ungarn sowie zuletzt bei Issimo SE, wo er weiterhin als treffsicherer Stürmer auftritt.

## Nationalmannschaft
Zwischen 2000 und 2009 absolvierte Souleymane Youla 41 Länderspiele für die Guineische Fußballnationalmannschaft und erzielte dabei 19 Treffer. Er nahm unter anderem an den Afrika-Cups 2004 und 2008 teil, bei denen Guinea jeweils das Viertelfinale erreichte.

## Erfolge
- Belgischer Meister: 2001
- Türkischer Pokalsieger: 2006